# Nascita di san Giovanni Battista
Nascita di San Giovanni Battista è un dipinto a olio su tela (184x258 cm) realizzato intorno al 1635 dalla pittrice italiana Artemisia Gentileschi. È conservato nel Museo Nacional del Prado di Madrid.

## L'opera
La tela eseguita, durante il primo periodo napoletano di Artemisia Gentileschi, faceva parte di un insieme di opere rappresentanti le Storie di San Giovanni Battista realizzati per il Cason del Buen Retiro, residenza madrilena del viceré di Napoli,  Conte-Duca Olivares. La commissione riguardava sei dipinti, di cui – oltre a quello di Artemisia, quattro furono realizzati dal pittore napoletano Massimo Stanzione ed il sesto (oggi disperso) da un altro pittore partenopeo, Paolo Finoglia.
L'episodio raffigurato in questo dipinto fa riferimento al Vangelo di Luca, che narra come il Battista sia stato concepito quando il padre Zaccaria e sua moglie Elisabetta fossero ormai anziani e privi della speranza di avere prole. Quando l'arcangelo Gabriele si presentò a Zaccaria per annunciargli che avrebbe avuto un figlio, questi rimase incredulo, al punto che Gabriele, per punirlo, lo privò della parola.
Nel quadro si vede Elisabetta a letto, dopo il parto, assistita da una ancella, mentre Zaccaria, davanti a loro, sta scrivendo qualcosa. Narra il vangelo secondo Luca come, dopo la nascita del figlio, tutti i parenti e vicini accorressero proclamando che il nome del neonato sarebbe stato Zaccaria, come quello del padre. Ma Elisabetta – fedele all'annuncio dell'arcangelo – disse che intendeva chiamarlo Giovanni; intervenne allora il temporaneamente muto Zaccaria, che vergò su una tavoletta la definitiva sentenza «il suo nome è Giovanni». Tuttavia la scena di Elisabetta e Zaccaria e la questione della conferma del nome, stanno ai margini del quadro. Al centro troviamo la scena familiare di un parto, con un gruppo di quattro donne, levatrici ed inservienti, intente a lavare il neonato e pronte a fasciarlo.
Artemisia si dimostra qui fortemente legata alla lezione del Caravaggio, sia per il marcato realismo della scena (molto eloquente è la figura della donna seduta su una sedia impagliata, che si regge il mento con la mano ed ha uno sguardo di tenero compiacimento per la piccola creatura), sia per l'uso dei chiaroscuri che fanno emergere dal buio le figure in primo piano.